# Linia M1 metra w Bukareszcie
Linia M1 (żółta) w Bukareszcie – najstarsza linia metra w stolicy Rumunii – Bukareszcie, licząca 33,67 km i 21 stacji.

## Historia
Budowę linii rozpoczęto na początku lat 70. XX w. Pierwszy odcinek oddano do użytku 16 listopada 1979 r., liczący 8,63 km i sześć stacji:
- Semănătoarea (obecnie Petrache Poenaru)
- Grozăvești
- Eroilor
- Izvor
- Piața Unirii
- Timpuri Noi

W sierpniu 1983 r. poszerzono istniejąca trasę o odcinek Eroilor – Industriilor, składający się z 5 stacji o długości 8,63 km:
- Eroilor
- Politehnica
- Armata Poporului (ob. Lujerului)
- Păcii
- Industriilor (ob. Preciziei)

Obecnie odcinek ten jest częścią linii M3.
W 1984 i 1987 r. dobudowano stacje: Crângași (0,97 km) i Dworzec Północny (2,83 km).
W sierpniu 1989 r. ukończono tzw. trzecią magistralę z 6 stacjami o długości 7,8 km:
- Piața Victoriei 2
- Ștefan cel Mare
- Obor
- Iancului
- Piața Muncii
- Dristor  2